# Felix Hentschel
Felix Hentschel (* 25. September 1988 in Morristown, New Jersey) ist ein deutscher Triathlet und ehemaliger Leichtathlet. Er wird in der Bestenliste deutscher Triathleten auf der Ironman-Distanz geführt.

## Werdegang
Hentschel zog während seiner Grundschulzeit nach Bamberg. Hentschel war anfangs Leichtathlet. Von 2003 bis 2008 startete er für die LG Bamberg und danach für die LG Telis Finanz Regensburg.

### Triathlon seit 2016
Seit 2016 ist er als Triathlet aktiv und im Jahr 2021 gelang ihm der Durchbruch auch auf internationaler Bühne. Über die Halbdistanz erzielte er in Österreich beim Apfelland-Triathlon den vierten und in der Schweiz beim Ironman 70.3 Switzerland den dritten Platz.

### 3. Rang Europameisterschaft Triathlon-Langdistanz
Seinen größten Erfolg erreichte Hentschel im September 2021 bei der Challenge Roth, wo er mit einem Streckenrekord im Marathon (2:35 h) auf den dritten Platz vorlief und sich damit einen Podiumsplatz bei  der ETU Challenge Long Distance Triathlon European Championships sicherte.
Im Mai 2024 belegte der 35-Jährige den siebten Rang im Ironman Lanzarote.

## Sportliche Erfolge

### Leichtathletik
- 2007: Leichtathletik-Junioreneuropameisterschaften 2007 5. Platz 3000 m Hindernis
- 2009: Deutsche Leichtathletik-Meisterschaften 2009 6. Platz 3000 m Hindernis
- 2010: Deutsche Leichtathletik-Meisterschaften 2010 2. Platz 3000 m Hindernis
- 2011: Deutsche Leichtathletik-Meisterschaften 2011 1. Platz Crosslauf Mittelstrecken Mannschaftswertung
- 2013: Deutsche Leichtathletik-Meisterschaften 2013 5. Platz 3000 m Hindernis
- 2014: Deutsche Leichtathletik-Meisterschaften 2014 6. Platz 3000 m Hindernis
- 2015: Deutsche Leichtathletik-Meisterschaften 2015 2. Platz 3000 m Hindernis

### Triathlon
| Datum/Jahr    | Platz | Wettbewerb               | Austragungsort    | Zeit     | Bemerkung                                  |
| ------------- | ----- | ------------------------ | ----------------- | -------- | ------------------------------------------ |
| 6. Juli 2025  | 18    | Challenge Roth           | Roth              | 08:04:30 |                                            |
| 18. Aug. 2024 | 16    | Ironman Germany          | Frankfurt am Main | 07:48:13 | persönliche Bestzeit                       |
| 18. Mai 2024  | 7     | Ironman Lanzarote        | Puerto del Carmen | 08:49:23 | [ 5 ]                                      |
| 5. Sep. 2021  | 3     | Challenge Roth           | Roth              | 07:31:12 | verkürzte Raddistanz                       |
| 8. Aug. 2021  | 3     | Ironman 70.3 Switzerland | Rapperswil-Jona   | 03:49:15 | hinter dem US-Amerikaner Rodolphe Von Berg |
| 20. Juni 2021 | 4     | Apfelland-Triathlon      | Stubenbergsee     | 03:57:32 |                                            |
| 24. Aug. 2019 | 5     | Ironman 70.3 Vichy       | Vichy             | 04:04:05 |                                            |
| 22. Sep. 2018 | 11    | Ironman Italy            | Cervia            | 08:45:20 |                                            |

(DNF – Did Not Finish)

## Publikationen
- Hentschel teilt mit seiner Community seit vielen Jahren auf seinem YouTube-Kanal Impressionen aus seinem Trainingsalltag und von den Wettkämpfen. Stand Mai 2022 folgen ihm 14.000 Nutzer.

- Zusammen mit dem Leichtathleten Maximilian Thorwirth betreibt Hentschel den Lauf-Podcast „Auslaufen“.[7] In vielen ihrer Folgen laden sie sich dazu prominente Gesichter aus der Läuferszene ein.